# Dircenna derivata
Dircenna derivata är en fjärilsart som beskrevs av Felix Bryk 1953. Dircenna derivata ingår i släktet Dircenna och familjen praktfjärilar. Inga underarter finns listade i Catalogue of Life.